# Asian 5 Nations Division 1 2014
El Asian 5 Nations Division 1 de 2014 fue la decimosegunda edición del torneo de segunda división organizado por la federación asiática (AR).

## Desarrollo

### Grupo 1
| 23 de abril | Emiratos Árabes Unidos | 13 - 30 | Singapur |  |  |

| Bandera de Singapur               |
| Campeón de la División 1 Singapur |
| Quinto título                     |

### Grupo 2
| 10 de mayo | Kazajistán | 37 - 8 | China Taipéi |  |  |

| Bandera de Kazajistán               |
| Campeón de la División 1 Kazajistán |
| Segundo título                      |